# Linha Amarela (Metro Lissabon)
| Karte |       |                                                       |                                                       |
| Streckenlänge: | 11 km |                                                       |                                                       |
| |       |                                                       |                                                       |
| \| \| \| Infantado geplant \| \| \| \| \| Loures geplant \| \| \| \| \| Santo António geplant \| \| \| \| \| Torre de Bela Vista/Frielas geplant \| \| \| \| \| Codivel geplant \| \| \| \| \| Bons-dias geplant \| \| \| \| \| Ramada geplant \| \| \| \| \| Odivelas-Centro geplant \| \| \| \| \| \| \| \| \| \| Odivelas \| \| \| \| \| \| \| \| \| \| Brücke über die A36 \| \| \| \| \| Senhor Roubado \| \| \| \| \| Brücke über den Calçada de Carriche \| \| \| \| \| \| \| \| \| \| Ameixoeira \| \| \| \| \| Lumiar \| \| \| \| \| Quinta das Conchas \| \| \| \| \| \| \| \| \| \| Linha Verde aus Cais do Sodré \| \| \| \| \| Campo Grande Anschluss an die Linha Verde \| \| \| \| \| Linha Verde nach Telheiras \| \| \| \| \| \| \| \| \| \| Cidade Universitária \| \| \| \| \| Entre Campos \| \| \| \| \| Campo Pequeno \| \| \| \| \| Saldanha Anschluss zur Linha Vermelha \| \| \| \| \| Picoas \| \| \| \| \| \| \| \| \| \| Brücke über die Rua de São Sebastião da Pedreira \| \| \| \| \| \| \| \| \| \| Marquês de Pombal Anschluss zur Linha Azul \| \| \| \| \| Verbindungsgleis von der Linha Azul \| \| \| \| \| Rato \| \| \| \| \| geplante Verbindung von der Linha Vermelha \| \| \| \| \| Estrela geplant, Anschluss zur Linha Vermelha \| \| \| \| \| São Bento geplant \| \| \| \| \| Lapa geplant \| \| \| \| \| Infante Santo geplant \| \| \| \| \| Alcântara geplant, Übergang zum Bahnhof Alcântara-Mar \| \| \| \| \| Santos geplant \| \| \| \| \| Wendeanlagen Cais do Sodré \| \| \| \| \| Cais do Sodré Übergang zur Linha de Cascais \| \| \| \| \| Linha Verde nach Telheiras \| \| |       |                                                       |                                                       |
| U-Bahn-Kopfbahnhof Streckenanfang (Strecke außer Betrieb) (im Tunnel) |       | Infantado geplant                                     | Infantado geplant                                     |
| U-Bahn-Haltepunkt / Haltestelle (Strecke außer Betrieb) (im Tunnel) |       | Loures geplant                                        | Loures geplant                                        |
| U-Bahn-Haltepunkt / Haltestelle (Strecke außer Betrieb) (im Tunnel) |       | Santo António geplant                                 | Santo António geplant                                 |
| U-Bahn-Haltepunkt / Haltestelle (Strecke außer Betrieb) (im Tunnel) |       | Torre de Bela Vista/Frielas geplant                   | Torre de Bela Vista/Frielas geplant                   |
| U-Bahn-Haltepunkt / Haltestelle (Strecke außer Betrieb) (im Tunnel) |       | Codivel geplant                                       | Codivel geplant                                       |
| U-Bahn-Kopfbahnhof Streckenanfang (Strecke außer Betrieb) (im Tunnel) · U-Bahn-Strecke (außer Betrieb) (im Tunnel) |       | Bons-dias geplant                                     | Bons-dias geplant                                     |
| U-Bahn-Haltepunkt / Haltestelle (Strecke außer Betrieb) (im Tunnel) · U-Bahn-Strecke (außer Betrieb) (im Tunnel) |       | Ramada geplant                                        | Ramada geplant                                        |
| U-Bahn-Haltepunkt / Haltestelle (Strecke außer Betrieb) (im Tunnel) · U-Bahn-Strecke (außer Betrieb) (im Tunnel) |       | Odivelas-Centro geplant                               | Odivelas-Centro geplant                               |
| U-Bahn-Strecke nach links (außer Betrieb) (im Tunnel) · U-Bahn-Abzweig geradeaus und von rechts (Strecke außer Betrieb) (im Tunnel) |       |                                                       |                                                       |
| U-Bahn-Kopfbahnhof Strecke bis hier außer Betrieb (im Tunnel) |       | Odivelas                                              | Odivelas                                              |
| U-Bahn-Tunnelende |       |                                                       |                                                       |
| |       | Brücke über die A36                                   |                                                       |
| U-Bahn-Haltepunkt / Haltestelle |       | Senhor Roubado                                        | Senhor Roubado                                        |
| |       | Brücke über den Calçada de Carriche                   |                                                       |
| U-Bahn-Tunnelanfang |       |                                                       |                                                       |
| U-Bahn-Haltepunkt / Haltestelle (im Tunnel) |       | Ameixoeira                                            | Ameixoeira                                            |
| U-Bahn-Haltepunkt / Haltestelle (im Tunnel) |       | Lumiar                                                | Lumiar                                                |
| U-Bahn-Haltepunkt / Haltestelle (im Tunnel) |       | Quinta das Conchas                                    | Quinta das Conchas                                    |
| U-Bahn-Tunnelende |       |                                                       |                                                       |
| U-Bahn-Abzweig geradeaus und von links |       | Linha Verde aus Cais do Sodré                         | Linha Verde aus Cais do Sodré                         |
| |       | Campo Grande Anschluss an die Linha Verde             |                                                       |
| U-Bahn-Abzweig geradeaus und nach rechts |       | Linha Verde nach Telheiras                            | Linha Verde nach Telheiras                            |
| U-Bahn-Tunnelanfang |       |                                                       |                                                       |
| U-Bahn-Haltepunkt / Haltestelle (im Tunnel) |       | Cidade Universitária                                  | Cidade Universitária                                  |
| U-Bahn-Haltepunkt / Haltestelle (im Tunnel) |       | Entre Campos                                          | Entre Campos                                          |
| U-Bahn-Haltepunkt / Haltestelle (im Tunnel) |       | Campo Pequeno                                         | Campo Pequeno                                         |
| |       | Saldanha Anschluss zur Linha Vermelha                 |                                                       |
| U-Bahn-Haltepunkt / Haltestelle (im Tunnel) |       | Picoas                                                | Picoas                                                |
| U-Bahn-Tunnelende |       |                                                       |                                                       |
| |       | Brücke über die Rua de São Sebastião da Pedreira      |                                                       |
| U-Bahn-Tunnelanfang |       |                                                       |                                                       |
| |       | Marquês de Pombal Anschluss zur Linha Azul            |                                                       |
| U-Bahn-Abzweig geradeaus und von rechts (im Tunnel) |       | Verbindungsgleis von der Linha Azul                   | Verbindungsgleis von der Linha Azul                   |
| U-Bahn-Kopfbahnhof Strecke ab hier außer Betrieb (im Tunnel) |       | Rato                                                  | Rato                                                  |
| U-Bahn-Abzweig von links und von rechts (Strecke außer Betrieb) (im Tunnel) · U-Bahn-Abzweig geradeaus und nach rechts (Strecke außer Betrieb) (im Tunnel) |       | geplante Verbindung von der Linha Vermelha            | geplante Verbindung von der Linha Vermelha            |
| U-Bahn-Strecke (außer Betrieb) (im Tunnel) |       | Estrela geplant, Anschluss zur Linha Vermelha         | Estrela geplant, Anschluss zur Linha Vermelha         |
| U-Bahn-Strecke (außer Betrieb) (im Tunnel) · U-Bahn-Haltepunkt / Haltestelle (Strecke außer Betrieb) (im Tunnel) |       | São Bento geplant                                     | São Bento geplant                                     |
| U-Bahn-Haltepunkt / Haltestelle (Strecke außer Betrieb) (im Tunnel) · U-Bahn-Strecke (außer Betrieb) (im Tunnel) |       | Lapa geplant                                          | Lapa geplant                                          |
| U-Bahn-Haltepunkt / Haltestelle (Strecke außer Betrieb) (im Tunnel) · U-Bahn-Strecke (außer Betrieb) (im Tunnel) |       | Infante Santo geplant                                 | Infante Santo geplant                                 |
| U-Bahn-Strecke (außer Betrieb) (im Tunnel) |       | Alcântara geplant, Übergang zum Bahnhof Alcântara-Mar | Alcântara geplant, Übergang zum Bahnhof Alcântara-Mar |
| U-Bahn-Haltepunkt / Haltestelle (Strecke außer Betrieb) (im Tunnel) |       | Santos geplant                                        | Santos geplant                                        |
| U-Bahn-Betriebs-/Güterbahnhof Strecke bis hier außer Betrieb (im Tunnel) |       | Wendeanlagen Cais do Sodré                            | Wendeanlagen Cais do Sodré                            |
| |       | Cais do Sodré Übergang zur Linha de Cascais           |                                                       |
| U-Bahn-Strecke (im Tunnel) |       | Linha Verde nach Telheiras                            | Linha Verde nach Telheiras                            |

Die Linha Amarela (auch Linha do Girassol genannt) ist eine U-Bahn-Linie der Metro Lissabon. Sie erstreckt sich über eine Länge von 11 Kilometern und bedient elf Stationen. Auf dem Liniennetzplan ist sie gelb eingezeichnet.

## Geschichte
Das Teilstück zwischen Entre Campos und Marquês de Pombal (damals noch Rotunda) wurde am 29. Dezember 1959 als Teil des ersten Lissabonner U-Bahn-Netzes eröffnet. Die Strecke bildete den rechten Seitenast des Y-förmigen Netzes. Der linke Ast ist Teil der heutigen Linha Azul. Damals verkehrten die Züge über Rotunda hinaus bis nach Restauradores, nach Verlängerungen über Rossio und Anjos gar bis nach Alvalade.
1988 wurde die Verlängerung von Entre Campos nach Cidade Universitária in Betrieb genommen. Fünf Jahre später wurde die Strecke bis Campo Grande verlängert. Da diese Station bereits über eine Verlängerung von Alvalade ans U-Bahn-Netz angeschlossen war, war eine Linienreform nötig, da das Netz jetzt eine Ringlinie mit einem Ast nach Sete Rios umfasste, analog zur Londoner Circle Line. Während die Strecke Colégio Militar/Luz–Restauradores–Campo Grande als Linha Azul bezeichnet wurde, entstand aus der Strecke Campo Grande – Saldanha – Rotunda die neue Linha Amarela. Marquês de Pombal wurde somit zum ersten Umsteigeknoten des U-Bahn-Netzes. 
1997 folgte die Verlängerung zum heutigen Endpunkt Rato. Am 27. März 2004 wiederum wurde sie nach Norden bis Odivelas verlängert und war damit neben der Linha Azul die zweite U-Bahn-Linie, die außerhalb der Stadtgrenzen Gebiete zu erschließen begann. Die Erschließung Odivelas' im Öffentlichen Personennahverkehr hatte zuvor mangels Eisenbahnstrecken oder Straßenbahnlinien nur per Bus erfolgen können.

## Anschlüsse
Neben zahlreichen Buslinien, die an nahezu jeder Station erreicht werden können, bietet die Linha Amarela drei Umsteigepunkte zum restlichen U-Bahn-Netz: Saldanha zur Linha Vermelha, Campo Grande zur Linha Verde und Marquês de Pombal zur Linha Azul. Zudem besteht in Entre Campos die Umsteigemöglichkeit zum Nah- und Fernverkehr der CP auf der Linha de Cintura beziehungsweise auf der Linha do Sul.
Des Weiteren existiert bei Senhor Roubado ein großer Park+Ride-Parkplatz, da die Station unmittelbar neben der Lissabonner Stadtautobahn IC17/A36 liegt, um zahlreiche Autofahrer für die Fahrt in die Stadt per U-Bahn zu animieren.

## Zukunft

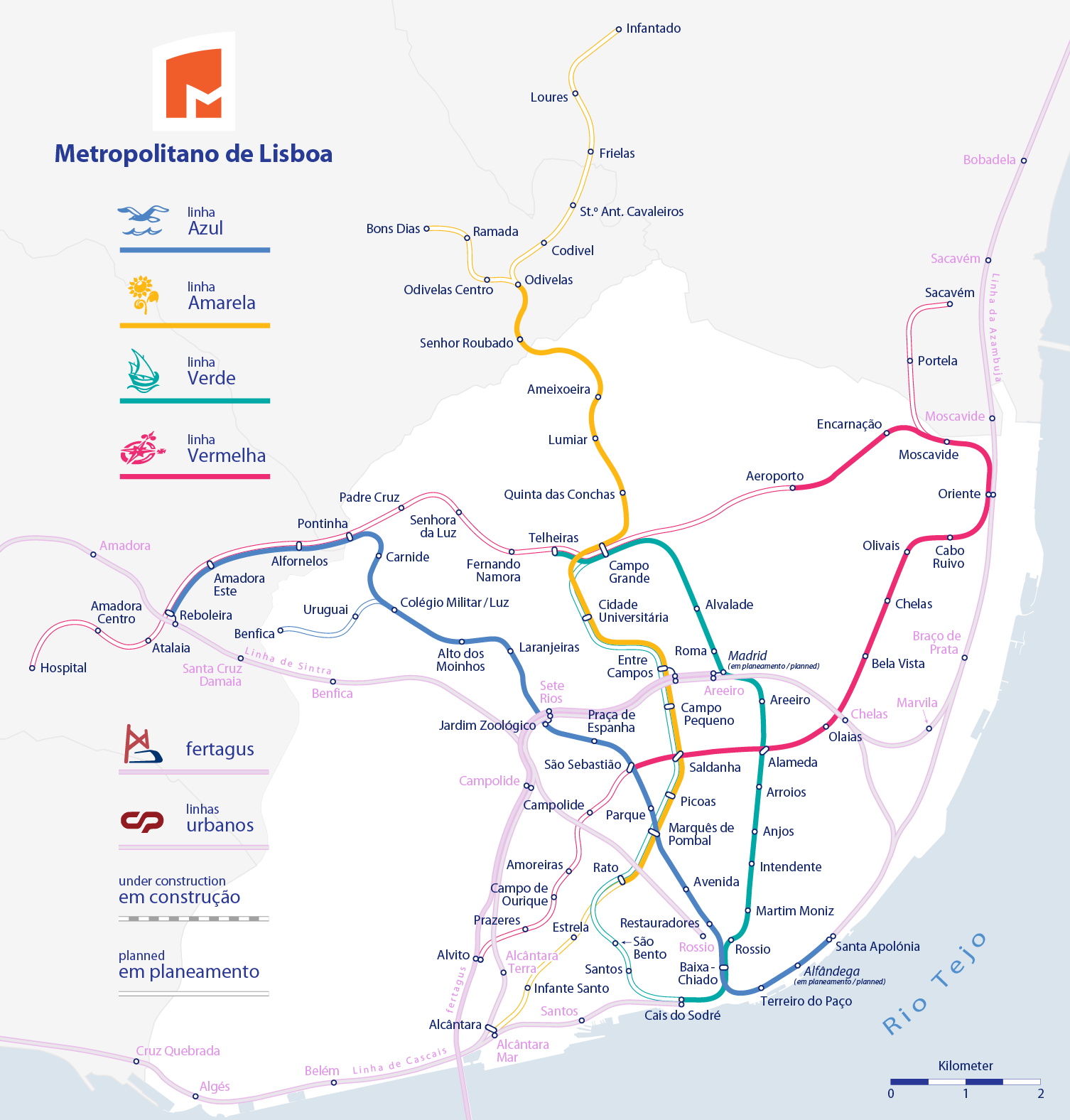
Ausbauplanungen der Metro Lissabon bis 2020

Die Linha Amarela soll in Zukunft sowohl Richtung Süden als auch Richtung Norden verlängert werden.
Verlängerung gegen Süden
Gesichert ist die Verlängerung der Strecke von Rato nach Estrela. 
Anschließend würde die Strecke über Infante Santo zur geplanten Endstation Alcântara beim heutigen Vorortbahnhof Alcântara-Mar an der Linha de Cascais führen. Durch eine Verbindungsstrecke würde auch die geplante westliche Verlängerung der Linha Vermelha diesen Ast befahren können, noch ist unklar, welche Linie in Zukunft nach Alcântara fahren wird. Ein zweiter Linienast würde von Rato aus über São Bento und Santos zum Bahnhof Cais do Sodré geführt, wo ein Anschluss an die Linha Verde existieren würde. Alternativ könnte so auch ein Ringschluss entstehen.
Verlängerung nach Norden
Bis 2015 war geplant, dass die Strecke ab Odivelas nach Norden zur Endstation Infantado auf dem Stadtgebiet von Loures verlängert wird. Das gesamte Bauvorhaben würde etwa 450 Millionen Euro kosten.
Optional, jedoch ohne bekannten Zeitrahmen, wäre der Bau eines zweiten, 2,6 Kilometer langen Linienastes über das Stadtzentrum von Odivelas bis zur Endhaltestelle Bons dias auf Ortsgebiet von Ramada.
Die Vorhaben wurden jedoch wegen der finanziellen Schieflage Portugals vorerst zurückgestellt.